# گان سیتی، میسوری
گان سیتی (به انگلیسی: Gunn City) یک روستا (ایالات متحده آمریکا) در ایالات متحده آمریکا است که در شهرستان کاس، میزوری واقع شده‌است.
 گان سیتی ۰٫۲۱ کیلومتر مربع مساحت و ۱۱۸ نفر جمعیت دارد و ۲۶۱ متر بالاتر از سطح دریا واقع شده‌است.